# 春への頌歌
『春への頌歌』（はるへのしょうか、フランス語: Ode au printemps）作品76 は、ヨアヒム・ラフが作曲したピアノと管弦楽のための協奏的作品。

## 概要
ラフはフランツ・リストに招かれて1850年からヴァイマルで彼と生活を共にしていた。彼はこのヴァイマル時代に保守派と進歩派の中間あたりに位置する自らの音楽語法を確立していくことになるが、横柄な態度のリストとの暮らしは決して快適なものとは言い難かった。本作が書かれたのは1857年のことで、音楽的自由を求め、また婚約者との暮らしのために1856年にリストの許を離れてヴィースバーデンへ移ってから約6か月が経過した頃であった。
ラフは計9作の協奏的作品を書いており、3曲あるピアノと管弦楽のための楽曲の中でこの作品が第1作目にあたる。曲は出版者ショットの妻であったピアニストのベティー・ショットへと献呈された。彼女は1860年2月6日にマインツで本作を初演しており、その際には曲はドイツ語で「Frühlingshymne, Caprice symphonique」（春の賛歌、交響的カプリース）と題されていた。その後、1862年に「Ode au printemps, morceau de concert」（春への頌歌、演奏会用小品）としてショット社から楽譜が発売された。

## 楽器編成
ピアノ独奏、ピッコロ、フルート、オーボエ、クラリネット、ファゴット、ホルン、トランペット、ティンパニ、弦五部。

## 楽曲構成
前半の緩徐部分と後半の急速な部分が続けて演奏される。演奏時間は約16分。
Larghetto 4/4拍子 ト長調
管弦楽の短い導入に続いてピアノが譜例1を奏し始める。次いでチェロ独奏、そして管弦楽が旋律を受け継ぎ、対するピアノは自由なパッセージを奏でる。
譜例1
Presto 3/8拍子 ト短調
ピアノの急速な走句を区切りとしてプレストに入る。ヴァイオリンが忙しない主題を維持していく（譜例2）。
譜例2
次いでピアノがアルペッジョに乗せた伸びやかな旋律を提示する。やがて譜例2に基づく進行に戻り、その頂点で新しい主題が出される（譜例3）。春の到来を告げる金管のファンファーレである。ピアノも加わって盛大に歌われる。
譜例3
落ち着きを取り戻すと、オーボエが譜例1を再現する傍らでヴァイオリンは譜例2の断片を重ねていく。沈黙していたピアノが再び入り、譜例3が顔をのぞかせた後に、ピアノによる先ほどの伸びやかな旋律の再現へと移っていく。最後に譜例2、譜例3を用いて華やかに盛り上げ、曲は華麗に締めくくられる。